# Società Sportiva Sambenedettese 1979-1980
Questa voce raccoglie le informazioni riguardanti la Società Sportiva Sambenedettese nelle competizioni ufficiali della stagione 1979-1980.

## Rosa
| N. |                   | Ruolo | Calciatore           |
| -- | ----------------- | ----- | -------------------- |
|    | Italia (bandiera) | A     | Pier Luigi Angeloni  |
|    | Italia (bandiera) | D     | Guglielmo Bacci      |
|    | Italia (bandiera) | A     | Gregorio Basilico    |
|    | Italia (bandiera) | D     | Antonio Bogoni       |
|    | Italia (bandiera) | A     | Ferdinando Bozzi     |
|    | Italia (bandiera) | D     | Luigi Cagni          |
|    | Italia (bandiera) | D     | Maurizio Cavazzini   |
|    | Italia (bandiera) | D     | Giancarlo Ceccarelli |
|    | Italia (bandiera) | A     | Francesco Chimenti   |
|    | Italia (bandiera) | A     | Ruggiero Corvasce    |
|    | Italia (bandiera) | A     | Sauro Massi          |

| N. |                   | Ruolo | Calciatore      |
| -- | ----------------- | ----- | --------------- |
|    | Italia (bandiera) | D     | Fabio Massimi   |
|    | Italia (bandiera) | C     | Silvano Pivotto |
|    | Italia (bandiera) | C     | Nicola Ripa     |
|    | Italia (bandiera) | A     | Marco Romiti    |
|    | Italia (bandiera) | C     | Antonio Sabato  |
|    | Italia (bandiera) | D     | Luigi Sanzone   |
|    | Italia (bandiera) | D     | Italo Schiavi   |
|    | Italia (bandiera) | P     | Stefano Tacconi |
|    | Italia (bandiera) | D     | Sergio Taddei   |
|    | Italia (bandiera) | P     | Antonio Pigino  |

## Risultati

### Serie B

#### Girone di andata
| 16 settembre 1979 1ª giornata | Monza | 2 – 0 | Sambenedettese |  |

| 23 settembre 1979 2ª giornata | Sambenedettese | 0 – 1 | Genoa |  |

| 30 settembre 1979 3ª giornata | Bari | 0 – 0 | Sambenedettese |  |

| 7 ottobre 1979 4ª giornata | Sambenedettese | 0 – 1 | Como |  |

| 14 ottobre 1979 5ª giornata | Atalanta | 2 – 0 | Sambenedettese |  |

| 21 ottobre 1979 6ª giornata | Sambenedettese | 1 – 2 | Cesena |  |

| 28 ottobre 1979 7ª giornata | Taranto | 2 – 1 | Sambenedettese |  |

| 4 novembre 1979 8ª giornata | Sambenedettese | 0 – 0 | Brescia |  |

| 11 novembre 1979 9ª giornata | Palermo | 0 – 0 | Sambenedettese |  |

| 18 novembre 1979 10ª giornata | Sambenedettese | 2 – 0 | Ternana |  |

| 25 novembre 1979 11ª giornata | Matera | 1 – 0 | Sambenedettese |  |

| 2 dicembre 1979 12ª giornata | Sambenedettese | 1 – 0 | Verona |  |

| 9 dicembre 1979 13ª giornata | Sambenedettese | 1 – 0 | Lecce |  |

| 16 dicembre 1979 14ª giornata | Pistoiese | 4 – 1 | Sambenedettese |  |

| 23 dicembre 1979 15ª giornata | Sambenedettese | 1 – 0 | Parma |  |

| 6 gennaio 1980 16ª giornata | Sampdoria | 1 – 1 | Sambenedettese |  |

| 13 gennaio 1980 17ª giornata | Sambenedettese | 1 – 1 | SPAL |  |

| 20 gennaio 1980 18ª giornata | Lanerossi Vicenza | 1 – 1 | Sambenedettese |  |

| 27 gennaio 1980 19ª giornata | Sambenedettese | 1 – 0 | Pisa |  |

#### Girone di ritorno
| 3 febbraio 1980 20ª giornata | Sambenedettese | 1 – 0 | Monza |  |

| 10 febbraio 1980 21ª giornata | Genoa | 1 – 1 | Sambenedettese |  |

| 17 febbraio 1980 22ª giornata | Sambenedettese | 2 – 1 | Bari |  |

| 24 febbraio 1980 23ª giornata | Como | 2 – 0 | Sambenedettese |  |

| 2 marzo 1980 24ª giornata | Sambenedettese | 1 – 0 | Atalanta |  |

| 9 marzo 1980 25ª giornata | Cesena | 2 – 1 | Sambenedettese |  |

| 16 marzo 1980 26ª giornata | Sambenedettese | 1 – 0 | Taranto |  |

| 23 marzo 1980 27ª giornata | Brescia | 2 – 0 | Sambenedettese |  |

| 30 marzo 1980 28ª giornata | Sambenedettese | 2 – 0 | Palermo |  |

| 5 aprile 1980 29ª giornata | Ternana | 1 – 0 | Sambenedettese |  |

| 13 aprile 1980 30ª giornata | Sambenedettese | 1 – 0 | Matera |  |

| 20 aprile 1980 31ª giornata | Verona | 1 – 0 | Sambenedettese |  |

| 27 aprile 1980 32ª giornata | Lecce | 1 – 1 | Sambenedettese |  |

| 4 maggio 1980 33ª giornata | Sambenedettese | 0 – 0 | Pistoiese |  |

| 11 maggio 1980 34ª giornata | Parma | 0 – 0 | Sambenedettese |  |

| 18 maggio 1980 35ª giornata | Sambenedettese | 0 – 0 | Sampdoria |  |

| 25 maggio 1980 36ª giornata | SPAL | 0 – 0 | Sambenedettese |  |

| 1º giugno 1980 37ª giornata | Sambenedettese | 0 – 1 | Lanerossi Vicenza |  |

| 8 giugno 1980 38ª giornata | Pisa | 1 – 0 | Sambenedettese |  |

## Statistiche

### Statistiche di squadra
| Competizione | Punti | In casa | In casa | In casa | In casa | In casa | In casa | In trasferta | In trasferta | In trasferta | In trasferta | In trasferta | In trasferta | Totale | Totale | Totale | Totale | Totale | Totale | DR  |
| Competizione | Punti | G       | V       | N       | P       | Gf      | Gs      | G            | V            | N            | P            | Gf           | Gs           | G      | V      | N      | P      | Gf     | Gs     | DR  |
| ------------ | ----- | ------- | ------- | ------- | ------- | ------- | ------- | ------------ | ------------ | ------------ | ------------ | ------------ | ------------ | ------ | ------ | ------ | ------ | ------ | ------ | --- |
| Serie B      | 34    | 19      | 11      | 4       | 4       | 16      | 7       | 19           | 0            | 8            | 11           | 7            | 24           | 38     | 11     | 12     | 15     | 23     | 31     | -8  |
| Coppa Italia | 1     | 2       | 0       | 1       | 1       | 0       | 2       | 2            | 0            | 0            | 2            | 1            | 4            | 4      | 0      | 1      | 3      | 1      | 6      | -5  |
| Totale       |       | 21      | 11      | 5       | 5       | 16      | 9       | 21           | 0            | 8            | 13           | 8            | 28           | 42     | 11     | 13     | 18     | 24     | 37     | -13 |

### Statistiche dei giocatori
| Giocatore     | Serie B  | Serie B | Serie B     | Serie B    | Coppa Italia | Coppa Italia | Coppa Italia | Coppa Italia | Totale   | Totale | Totale      | Totale     |
| Giocatore     | Presenze | Reti    | Ammonizioni | Espulsioni | Presenze     | Reti         | Ammonizioni  | Espulsioni   | Presenze | Reti   | Ammonizioni | Espulsioni |
| ------------- | -------- | ------- | ----------- | ---------- | ------------ | ------------ | ------------ | ------------ | -------- | ------ | ----------- | ---------- |
| P. Angeloni   | 24       | 2       | ?           | ?          | ?            | ?            | ?            | ?            | 24+      | 2+     | ?           | ?          |
| G. Bacci      | 35       | 3       | ?           | ?          | ?            | ?            | ?            | ?            | 35+      | 3+     | ?           | ?          |
| G. Basilico   | 12       | 0       | ?           | ?          | ?            | ?            | ?            | ?            | 12+      | 0+     | ?           | ?          |
| A. Bogoni     | 23       | 1       | ?           | ?          | ?            | ?            | ?            | ?            | 23+      | 1+     | ?           | ?          |
| F. Bozzi      | 9        | 0       | ?           | ?          | ?            | ?            | ?            | ?            | 9+       | 0+     | ?           | ?          |
| L. Cagni      | 27       | 1       | ?           | ?          | ?            | ?            | ?            | ?            | 27+      | 1+     | ?           | ?          |
| M. Cavazzini  | 14       | 0       | ?           | ?          | ?            | ?            | ?            | ?            | 14+      | 0+     | ?           | ?          |
| G. Ceccarelli | 30       | 0       | ?           | ?          | ?            | ?            | ?            | ?            | 30+      | 0+     | ?           | ?          |
| F. Chimenti   | 34       | 3       | ?           | ?          | ?            | ?            | ?            | ?            | 34+      | 3+     | ?           | ?          |
| R. Corvasce   | 13       | 2       | ?           | ?          | ?            | ?            | ?            | ?            | 13+      | 2+     | ?           | ?          |
| S. Massi      | 3        | 0       | ?           | ?          | ?            | ?            | ?            | ?            | 3+       | 0+     | ?           | ?          |
| F. Massimi    | 28       | 0       | ?           | ?          | ?            | ?            | ?            | ?            | 28+      | 0+     | ?           | ?          |
| S. Pivotto    | 4        | 0       | ?           | ?          | ?            | ?            | ?            | ?            | 4+       | 0+     | ?           | ?          |
| N. Ripa       | 27       | 1       | ?           | ?          | ?            | ?            | ?            | ?            | 27+      | 1+     | ?           | ?          |
| M. Romiti     | 24       | 3       | ?           | ?          | ?            | ?            | ?            | ?            | 24+      | 3+     | ?           | ?          |
| A. Sabato     | 16       | 0       | ?           | ?          | ?            | ?            | ?            | ?            | 16+      | 0+     | ?           | ?          |
| L. Sanzone    | 26       | 0       | ?           | ?          | ?            | ?            | ?            | ?            | 26+      | 0+     | ?           | ?          |
| I. Schiavi    | 1        | 0       | ?           | ?          | ?            | ?            | ?            | ?            | 1+       | 0+     | ?           | ?          |
| S. Tacconi    | 38       | -31     | ?           | ?          | ?            | ?            | ?            | ?            | 38+      | -31+   | ?           | ?          |
| S. Taddei     | 34       | 6       | ?           | ?          | ?            | ?            | ?            | ?            | 34+      | 6+     | ?           | ?          |
| W. Viganò     | 29       | 0       | ?           | ?          | ?            | ?            | ?            | ?            | 29+      | 0+     | ?           | ?          |